# Albanosøen
Albanosøen eller Albanersøen er en lille kratersø i Albanerbjergene i Lazio i Italien, omkring 25 km sydøst for Rom. På en høj over indsøen ligger Castel Gandolfo, hvor paven har en villa.
I Romerriget var den kaldt Albanus Lacus og i nærheden stod Alba Longa.
Med en dybde på op til 170 meter er det den dybeste sø i Lazio. Den er cirka 3,5 km lang og 2,3 km bred og er dannet af to vulkankratere. Ryggen mellem de to kratere ligger midt i indsøen på 70 meters dybde.
Under Sommer-OL 1960 i Rom var disciplinerne i roning afholdt her.
- Maleri af Sylvester Shchedrin, før 1825
- Albanosøen af George Inness, 1869
- Panorama